# Chinagreiskraut
Das Chinagreiskraut (Sinacalia tangutica) oder Tangutische Greiskraut ist eine von vier Arten der Pflanzengattung Sinacalia innerhalb der Familie der Korbblütler (Asteraceae).

## Beschreibung

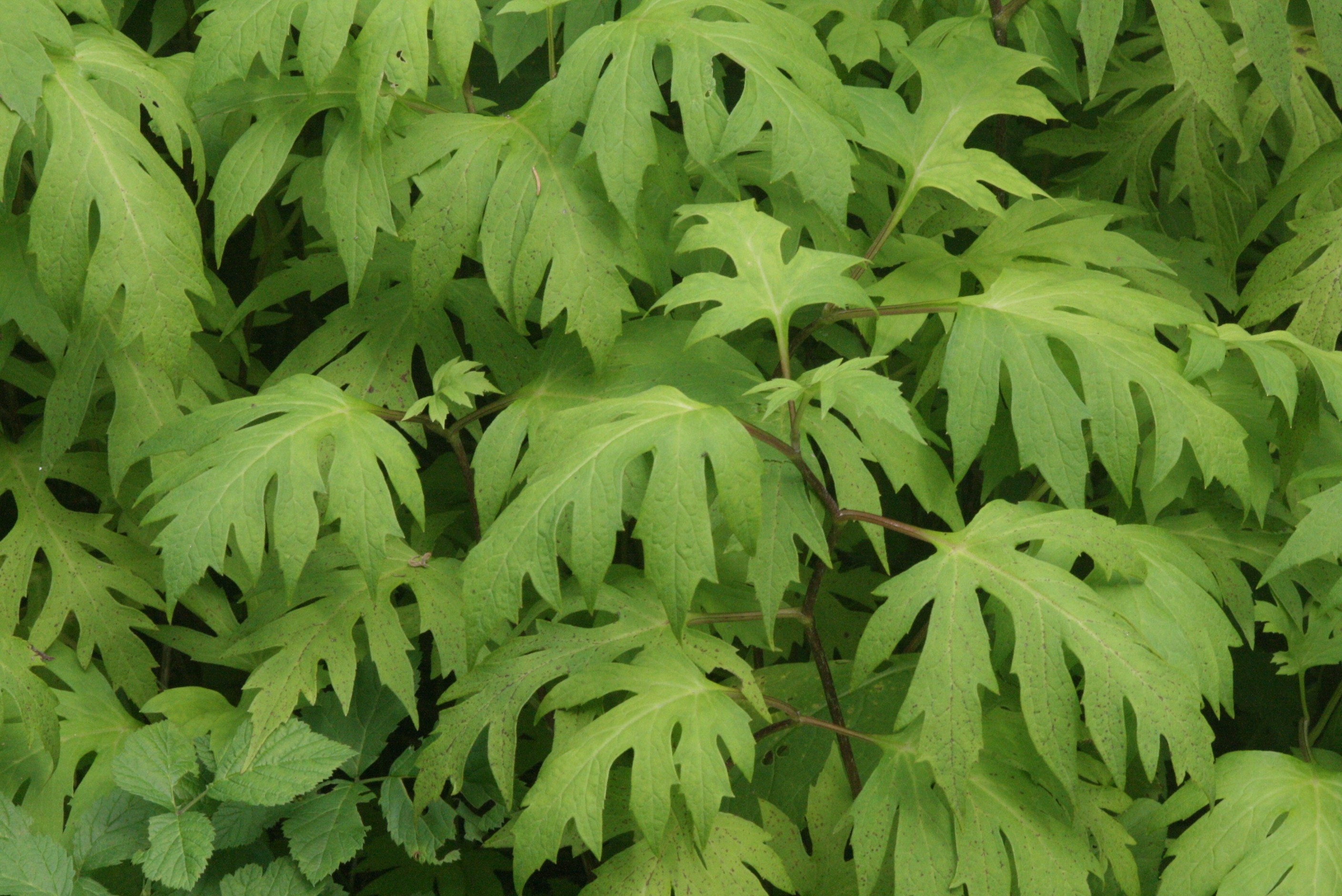
Laubblätter

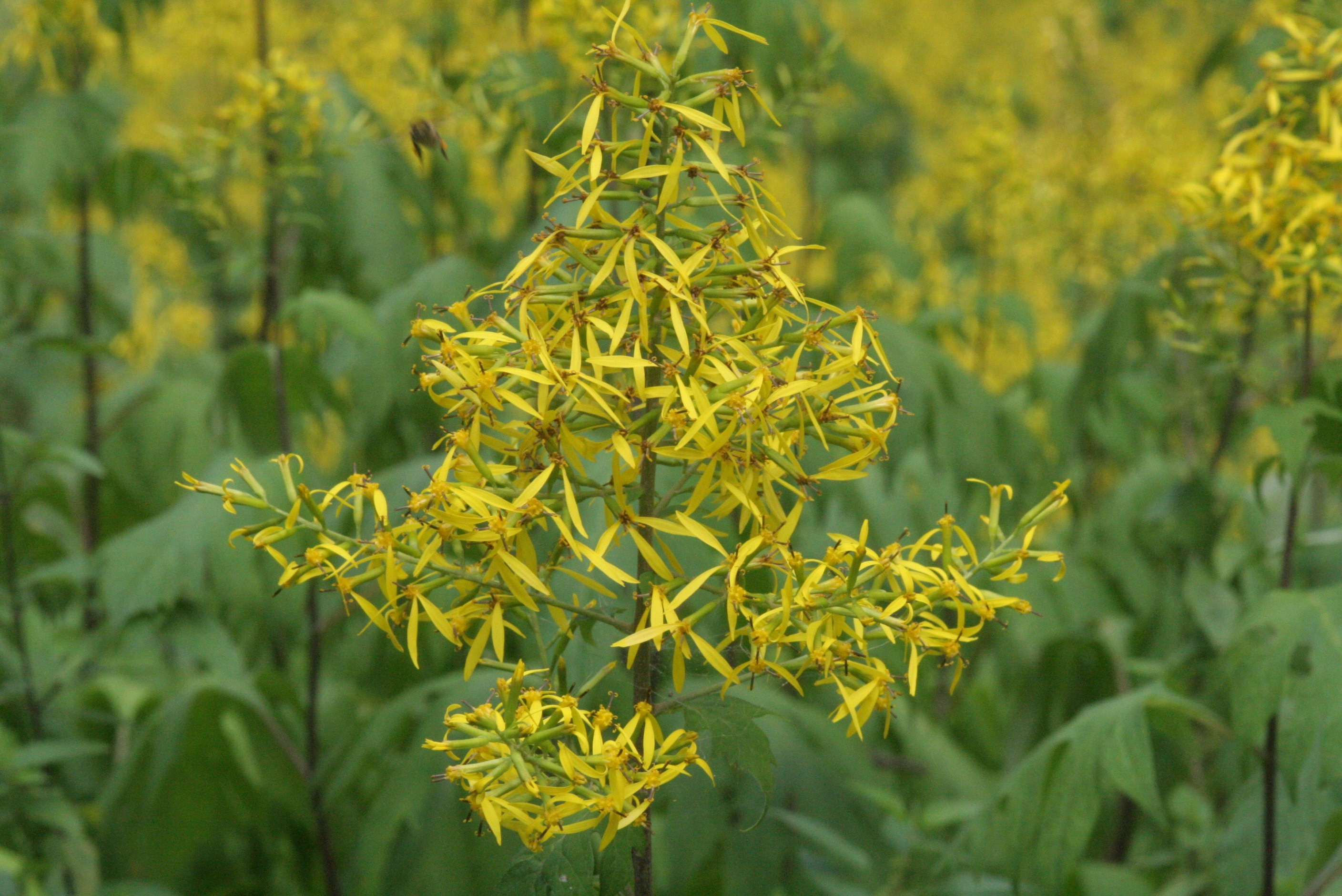
Blütenstand

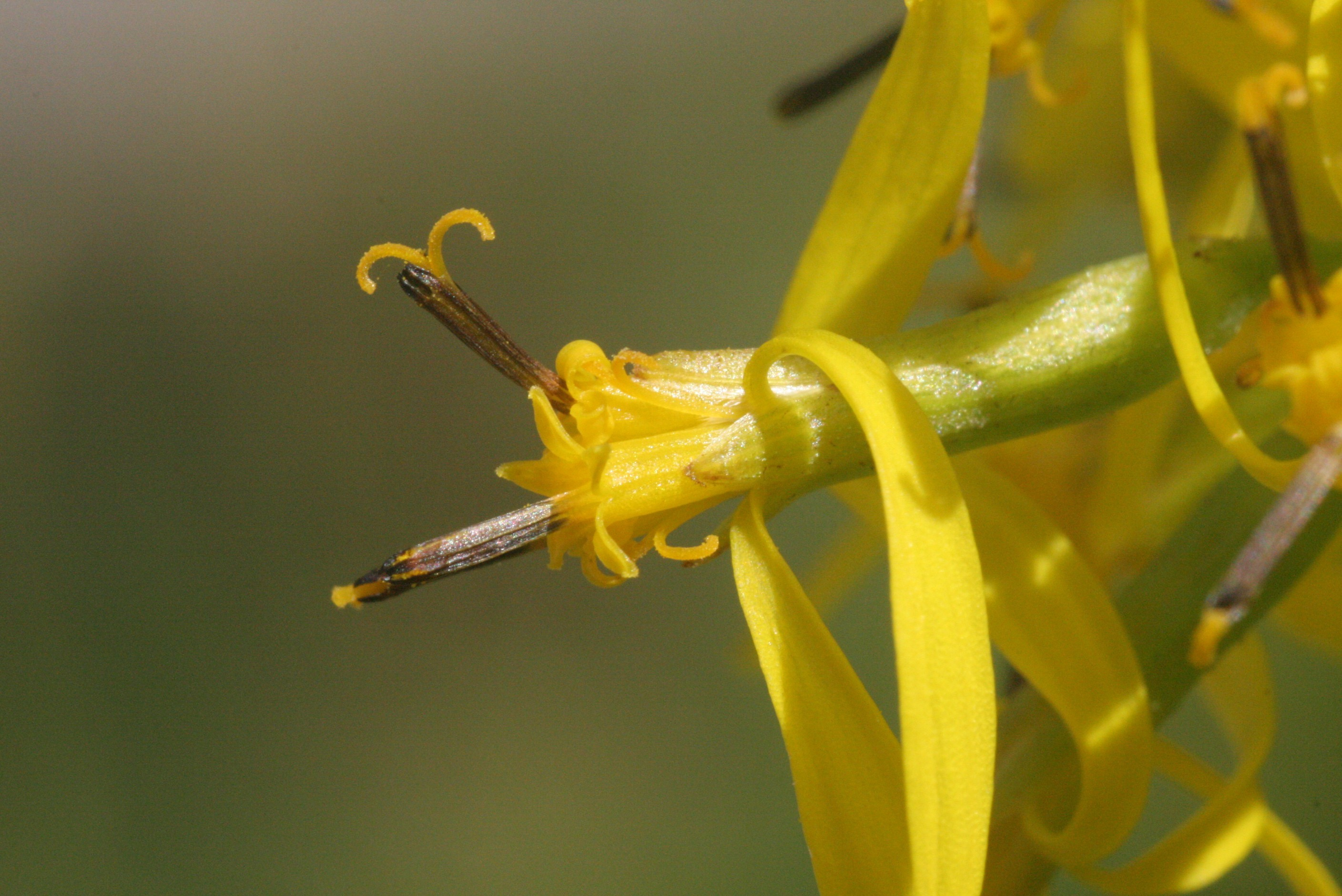
Blütenkörbchen mit Blüten im Detail

### Vegetative Merkmale
Das Chinagreiskraut ist eine ausdauernde, krautige Pflanze, die Wuchshöhen von 80 bis 150 Zentimetern erreicht. Sie bildet ein Knollen-Rhizom aus. Die Laubblätter messen 10 bis 16 × 10 bis 15 Zentimeter und sind ei- oder herzförmig und fiederschnittig. Die Blattabschnitte sind gezähnt und breit lanzettlich.

### Generative Merkmale
Die Blütezeit reicht von September bis Oktober. Die zahlreichen Blütenkörbchen sind in einem lockeren doppeltraubigen Blütenstand angeordnet. Die Hülle misst 8 bis 10 × 1,5 bis 2 Millimeter. Das Blütenkörbchen enthält zwei oder selten drei goldgelbe Zungenblüten (Strahlenblüten) und drei oder vier Röhrenblüten (Scheibenblüten) vorhanden. Der Pappus ist weiß.

### Chromosomenzahl
Die Chromosomenzahl beträgt 2n = 60.

## Vorkommen
Das Chinagreiskraut kommt in West- und Zentral-China von Qinghai und Sichuan bis Hebei in Gebirgs-Hochstaudenfluren vor.
In Österreich ist es lokal eingebürgert, hier gibt es Vorkommen in den Ybbstaler Alpen. Auch in Großbritannien ist das Chinagreiskraut ein Neophyt. In Schweden und Norwegen kommt es nur unbeständig eingeschleppt vor.

## Nutzung
Das Chinagreiskraut wird selten als Zierpflanze für große Naturgärten und Parks genutzt. Sie ist mindestens seit 1900 in Kultur.

## Systematik
Die Gattung Sinacalia gehört zur Tribus Senecioneae in der Unterfamilie Asteroideae innerhalb der Familie Asteraceae.
Synonyme für Sinacalia tangutica (Maxim.) B.Nord. sind Ligularia tangutica (Maxim.) Mattf., Cacalia tangutica (Maxim.) Hand.-Mazz., Senecio henryi Hemsl. und Sinacalia henryi (Hemsl.) H.Rob.

## Belege
- Eckehart J. Jäger, Friedrich Ebel, Peter Hanelt, Gerd K. Müller (Hrsg.): Exkursionsflora von Deutschland. Begründet von Werner Rothmaler. Band 5: Krautige Zier- und Nutzpflanzen. Springer, Spektrum Akademischer Verlag, Berlin/Heidelberg 2008, ISBN 978-3-8274-0918-8.